# الأعمال الشعرية الكاملة (ترانسترومر)
الأعمال الشعرية الكاملة هو من تأليف  لتوماس ترانسترومر Tomas Tranströmer الحاصل على جائزة نوبل في الأدب عام 2011. صدر باللغة العربية عن منشورات الجمل بتاريخ 12-01-2011، ترجمت أعماله إلى اللغة العربية مرتين: في سنة 2003 ترجم الشاعر العراقي المقيم في السويد علي ناصر كنانة مختارات من شعره بعنوان «ليلاً على سفر» (نشرتها «المؤسسة العربية للدراسات والنشر») ثم في سنة 2005 ترجم قاسم حمادي أعماله الكاملة، وراجعها أدونيس، وصدرت عن «دار بدايات».

## نبذة
ما إن يفتح القارئ كتب توماس ترانسترومر فتنفتح جميع الحواس للعمل، فهو بكلمات معدودة وجمل صغيرة وقصائد قصيرة ينقل القارئ إلى عالم واقعي في الخيال، ولا يأخذ القارئ وقتا طويلا حتى يكتشف أن ترانسترومر متأثر إلى حد كبير بالسريالية الفرنسية، وبكتاب كالشاعر والكاتب الأمريكي - البريطاني توماس ستيرنز إليوت، والشاعر الروسي باسترناك، والأمريكي رزبرت بلاي
يحاول المؤلف أن يقول في شعره وضعه الإنساني, وأن يقدم هذا الشعر بوصفه فناً يفصح عن هذا الوضع. ولئن كانت جذوره الشعرية منغرسة في أرض الشعر, في أصوله الكلاسيكية والغنائية والرمزية, فإنه في الوقت نفسه ينخرط في حركية الحداثة, واقفاً على عتبة المستقبل. وهو في ذلك لا يصنف, ولا يؤسر في مدرسة. إنه في آن, واحد ومتعدد. وفي هذا ما يتيح لنا أن نرى في شعره كيف أن المرئي واللامرئي تركيب واحد تنبعث منه ذات الشاعر, كأنها عطر يفوح من وردة العالم.

## أسلوب شعره
يُعرَف أسلوب توماس ترانسترومر الشعري ببنائه على قدرٍ عالٍ من التكثيف والشفافية، حيث نثره يشبه الشعر، وتوصف لغته بأنها مقتصدة ومشحونة بالصور والاستعارات ذات الأثر العميق. يمتزج في شعره التأمل الفلسفي بالتفاصيل اليومية، ما يمنح نصوصه بُعدًا وجوديًا رغم بساطتها الشكلية. يُلاحظ في قصائده حضور أسلوب شبه سردي، يقوم على ترصيف المشاهد والملاحظات بطريقة تبدو وصفية، لكنها تنطوي على توتر داخلي يكشف ما هو خفي أو متوارٍ خلف الواقع الظاهر. كما تتميّز نصوصه بتقنيات حديثة تستدعي تأثيرات من التعبيرية والسريالية، وتحوّل اليومي والمألوف إلى لحظات استثنائية تحمل أبعادًا رمزية وروحية. وقد تطورت لغته في سبعينيات القرن العشرين لتدمج بين النثر والشعر، في تجربة أسلوبية متجددة عزّزت شهرته العالمية. وتصف صحيفة Le Monde هذه الخصائص بأنها تحقق "الدهشة من خلال الوضوح"، وتجعل من شعره منفذًا جديدًا إلى الواقع من خلال صوره "المكثفة والشفافة".

## أقوال النقاد
وقد لاحظ الناقد والشاعر توم سلاي، في كتابه مقابلة مع شبح (2006)، أن "قصائد ترنسترومر تتخيل الفضاءات التي يسكنها العمق، كما لو أن مياهًا جوفيةً تفجّرت من بئر تمّ حفره للتو".
أشارت الناقدة كايتي بيترسون في Boston Review إلى أنه "أتقن نوعًا خاصًا من القصيدة الغنائية الكاشفة، غالبًا ما تأتي في رباعيات، تكون الطبيعة فيها هي الفاعل النشط والمُحفِّز، بينما يكون الذات (إذا حَضرت) هي الموضوع".
يعتبر توماس ترانسترومر واحداً ممن يشكلون وجه الثقافة السويدية في العالم، وقد حصل على جائزة نوبل في الأدب عام 2011 "لأنه من خلال صوره المركزة الشافة يتيح لنا نظرة جديدة إلى الواقع".
قال أمين أكاديمية نوبل "إن أعمال توماس تعيد قراءة الذاكرة والتاريخ والموت بشكل أعمق". وقال إن اسمه كان مطروحاً في كل سنة منذ 1993.